# シー坊の平日天国
シー坊の平日天国（シーぼうのへいじつてんごく）は、CBCラジオで1993年10月4日から1995年3月31日まで放送されていたラジオ番組。
1994年度（1994年10月10日 - 1995年3月31日）は「シー坊の平日天国II」（ - ツー）、1995年度はナイターシーズン中、1995年4月10日から同年9月25日まで週1回月曜日夜のみの放送になり「シー坊の月曜天国」（シーぼうのげつようてんごく）として放送された。本項ではこの全てについて説明。

## 概要
CBCラジオナイター（現・CBCドラゴンズナイター）の放送されていないナイターオフ編成期間中（10月から4月の間）のみ月曜日から金曜日までの帯番組として放送、1995年4月から同年9月までの間は月曜日のみ『月曜天国』として放送されていた。1993年10月1日まで放送されていたラジオ朝市のアシスタントのシー坊こと新美を起用し、CBCの若手男性アナウンサーとともに担当した。
1990年代の当時からしても、懐かしい曲を紹介する音楽番組として放送。1993年度は1978年から1983年までに採り上げる時代を絞って、この時代のジャパニーズポップスを紹介。1994年度は、郷ひろみ、西城秀樹、野口五郎の3人が新御三家として活動し出した1971年 - 1972年から、山口百恵が引退して入れ替わるように松田聖子がデビューした1980年代初頭までの約10年間を対象に、この間の1つの週のオリコンチャートを採り上げて、その1位から10位までを全曲オンエア、併せてその時代の出来事、流行、世相なども紹介していた。
新美は本番組終了後の1995年10月以降も、平日夜のナイターオフ枠のワイド番組『CDRADIO 〜カウントダウン・ラジオ〜』に続投してパーソナリティを務めている。

## 放送時間
| 期間                           | 放送時間                     |
| ------------------------------ | ---------------------------- |
| 1993年10月4日 - 1994年4月1日   | 平日（月 - 金）19:30 - 20:30 |
| 1994年10月10日 - 1995年3月31日 | 平日（月 - 金）19:00 - 20:00 |
| 1995年4月10日 - 1995年9月25日  | 月曜日 18:30 - 19:30         |

## 出演者
- パーソナリティ
  - 新美静代[5][2][3]
- アシスタント
  - 1993年度
    - 角上清司（月曜日）[5][2]
    - 中西直輝（火曜日）[5][2]
    - 森合康行（水曜日）[5][2]
    - 高田寛之（木曜日）[5][2]
    - 吉岡伸悟（金曜日）[5][2]

  - 1994年度「II」
    - 日角真（月曜日）[3]
    - 森合康行（火曜日）[3]
    - 大石邦彦（水曜日）[3]
    - 角上清司（木曜日）[3]
    - 高田寛之（金曜日）[3]